# Christopher Hansteen
Christopher Hansteen (Christiania, 1784. szeptember 20. – Koppenhága, 1873. április 11.) norvég csillagász.

## Életútja
Jogi, később pedig matematikai tanulmányokat végzett. Tanító volt Frederiksborgban, később a christianiai egyetemen tanár lett. Ezenkívül a tüzér- és mérnökiskolán is tartott felolvasásokat. Hansteen vezetése alatt épült a christianiai csillagvizsgáló, melynek később igazgatója volt. Hansteen különösen a föld mágnesességének tanulmányozásával foglalkozott. Ezért több utazást is tett, 1828 és 1830 között is a berlini Erman kíséretében. Megújította Halley-nek a föld négy mágnessarkáról szóló elméletét. Vezetése alatt történt Norvégia geodéziai felmérése.

## Nevezetesebb munkái
- Reiseerinnerungen aus Sibirien (Lipcse 1853)
- Untersuchungen über den Magnetismus der Erde (Kristiania 1849, atlasszal)
- Über die vier magnetischen Pole der Erde stb. (Schweigger's Journ. VII. 1813)
- Über die magnetische Intensität im nördl. Europa (Pogg. Ann. II. 1825)
- Neigungskarte nach Ross und Parry's Beobachtungen (uo. IV. 1825)
- Isodynam, Linien für die ganze Magnetkraft d. Erde (uo. IX. 1827, XXVIII. 1833)
- Über die Variation des Erdmagnetismus stb. (uo. XXI. 1831)
- Über die Duplicität des magnetischen Systems der Erde (uo. XL. 1855)